# قائمة أسوار وأبواب القاهرة القديمة
هي أبواب السور المحيط بالقاهرة القديمة وبعض أبواب أشهر مبانيها القديمة.

أبواب وأسوار القاهرة القديمة

## أسوار القاهرة
- سور جوهر الصقلي.
- سور بدر الدين الجمالي.
- سور بهاء الدين قراقوش «أو سور صلاح الدين الأيوبي».[1]

## القائمة
| الاسم                                                                    | صورة | الدولة/العصر    | المؤسس                        | التاريخ | الحالة | ملاحظات |
| ------------------------------------------------------------------------ | ---- | --------------- | ----------------------------- | ------- | ------ | --- |
| أبواب القاهرة الفاطمية الثمانية (سور جوهر الصقلي وسور بدر الدين الجمالي) |      |                 |                               |         |        | |
| باب الفتوح أو باب الإقبال                                                |      |                 | جوهر الصقلي بدر الدين الجمالي |         |        | كان موضعه حينما أسس جوهر الصقلي القاهرة قريباً من رأس حارة بين السيارج، فلما جدد بدر الجمالي سور القاهرة، أنشأ بابي النصر والفتوح في موضعيهما الحاليين وربطهما بسور يوصل بينهما بطرق وسراديب على ظهر السور وفي جوفه. وهذا الباب يتكون من برجين مستديرين يتوسطهما المدخل. وفي جانبي البرجين طاقتان كبيرتان تدور حول فتحتيهما حلية مكونة أسطوانات صغيرة. |
| باب النصر أو باب العز                                                    |      |                 | جوهر الصقلي بدر الدين الجمالي |         |        | كان الباب الذي بناه جوهر الصقلي يقع في الضلع الشمالي لسور القاهرة عند تقاطع شارع بين السيارج من الجهة القبلية بشارع المعز على بعد نحو 20 متراً إلى شمال وكالة قوصون.:27 |
| باب زويلة أو باب المتولي                                                 |      |                 | جوهر الصقلي بدر الدين الجمالي |         |        | يقع بالضلع الجنوبي لسور القاهرة وسمي زويلة نسبة إلى قبيلة من البربر بشمال أفريقيا انضم جنودها إلى جيش جوهر عند فتح مصر وكان الباب الأصلي الذي بناه جوهر عبارة عن بابان متلاصقان يقعا عند مسجد ابن البناء الذي يعرف اليوم باسم زاوية العقادين بجوار سبيل العقادين بشارع المعز وقد أزيل الباب الأصلي وبنى بدر الدين الجمالي بدلهما باب زويلة القائم حالياً. ويطلق عليه العامة باب المتولي بسبب جلوس متولي حسبة القاهرة وقتها في مدخله.:27:28 |
| باب الفرج                                                                |      |                 |                               |         |        | كان يقع في سور القاهرة الجنوبي وليس له أثر اليوم، كان واقعاً عند القلعة التي بها الضريح الذي تسميه العامة ضريح الست سعادة الكائن في الزاوية القبلية الغربية لمبنى مديرية الأمن بميدان أحمد ماهر. |
| باب المحروق أو باب القراطين                                              |      |                 |                               |         |        | كان يقع بالضلع الشرقي من سور القاهرة بالقرب من باب المحروق الحالي في نهاية شارع درب المحروق بالجمالية. وعرف بباب المحروق لأن المماليك أحرقوه سنة 652هـ عندما علموا بقتل أقطاي.:27:28 |
| باب البرقية أو باب التوفيق أو باب الغريب أو بوابة الخلاء                 |      |                 | جوهر الصقلي                   |         |        | كان يقع بالضلع الشرقي من سور القاهرة تحت تلال البرقية المقابلة لشارع الدراسة وينسب إلى جماعة من الجنود أتوا من برقة مع جيش جوهر في حملته لفتح مصر.:27 أنشأه جوهر القائد سنة 359هـ/970م ومن المحتمل أن موقع الباب الأصلي كان إلى الشمال من باب القراطين (المحروق) بالقرب من الجامع الأزهر. وعرف باسم باب الغريب أو بوابة الخلاء لوقوعه شرقي جامع الغريب على بعد نحو 20 متراً. أعاد بناء الباب السلطان الناصر صلاح الدين الأيوبي حينما أراد توسيع القاهرة من الجهة الشرقية، وجدد الباب في عهد عبد الرحمن كتخدا لما جدد جامع الغريب سنة 1168هـ/1854م. والباب مطمور تحت التراب ضمن الجزء المختفي من السور الشرقي في المسافة الواقعة بين برج الظفر وبين برج باب المحروق، ويقع مكان هذا الباب بجوار التل الواقع على يمين الداخل في الطريق المعروفة بقطع المرأة الموصلة من شارع الغريب إلى جبانة المجاورين والعفيفي شرقي القاهرة وعلى بعد 120 متراً تقريباً من الجهة الشرقية لمباني الجامعة الأزهرية على ناصية شارعي المنصورّية والدرابعة بحي الدراسة شرق القاهرة. |
| باب سعادة                                                                |      |                 | جوهر الصقلي                   |         |        | كان يقع بالضلع الغربي لسور القاهرة وباب سعادة نسبة إلى سعادة بن حيان غلام المعز لدين الله وأحد قواده. وكان يقع على بعد عشرة أمتار من محكمة الاستئناف "مبنى إدارة الحكم المحلي".:29 |
| باب القنطرة                                                              |      |                 |                               |         |        | كان يقع بالضلع الغربي لسور القاهرة على مدخل شارع أمير الجيوش وعرف بباب القنطرة لان جوهر بنى هناك قنطرة فوق الخليج المصري سنة 360هـ لكي يمر فوقها الجيش إلى ميناء المقبس لرد غارات القرامطة.:29 |
| أبواب القصر الشرقي التسعة                                                |      |                 |                               |         |        | |
| باب العيد                                                                |      | الدولة الفاطمية | جوهر الصقلي                   |         |        | هو أحد أبواب القصر الشرقي التسعة وسمي باب العيد لأن الخليفة كان يخرج منه في يومي العيد إلى المصلى الذي كان خارج باب النصر وموضعه اليوم بشارع قصر الشوك.:20 |
| باب الزمرد                                                               |      | الدولة الفاطمية | جوهر الصقلي                   |         |        | هو أحد أبواب القصر الشرقي التسعة.:20 |
| باب البحر                                                                |      | الدولة الفاطمية | جوهر الصقلي                   |         |        | هو أحد أبواب القصر الشرقي التسعة.:20 |
| باب الذهب                                                                |      | الدولة الفاطمية | جوهر الصقلي                   |         |        | هو أحد أبواب القصر الشرقي التسعة وكانت تدخل منه المواكب ورجال الدولة وكان تجاه البيمارستان المنصوري.:20 |
| باب الزهومة                                                              |      | الدولة الفاطمية | جوهر الصقلي                   |         |        | هو أحد أبواب القصر الشرقي التسعة وسمي باب الزهومة لأنه كان باب مطابخ القصر وتمر فيه اللحوم وحوائج الطعام فتنبعث منه رائحة اللحم.:20 |
| باب قصر الشوك                                                            |      | الدولة الفاطمية | جوهر الصقلي                   |         |        | هو أحد أبواب القصر الشرقي التسعة وسمي باب قصر الشوك لأنه كان يوصل إلى قصر الشوك وموقعه الآن مدخل عطفة القزازين.:20 |
| باب التربة أو باب تربة الزعفران                                          |      | الدولة الفاطمية | جوهر الصقلي                   |         |        | هو أحد أبواب القصر الشرقي التسعة وسمي باب التربة لأنه كان يوصل إلى مقابر الخلفاء التي كانت داخل القصر وموقعه الآن وكالة القطن بسكة البادستان بخان الخليلي.:20 |
| باب الريح                                                                |      | الدولة الفاطمية | جوهر الصقلي                   |         |        | هو أحد أبواب القصر الشرقي التسعة وسمي باب الريح لهبوب رياح الشمال الرطبة من خلاله وموقعه الآن وكالة سالم وسعيد بازرعة بشارع التمبكشية بجوار جامع جمال الدين.:20 |
| باب الديلم                                                               |      | الدولة الفاطمية | جوهر الصقلي                   |         |        | هو أحد أبواب القصر الشرقي التسعة وكان يدخل منه إلى المشهد الحسيني ويقع الآن تجاه الباب الأخضر الشرقي لمسجد الحسين.:20 |
| أبواب القصر الغربي الأربعة                                               |      |                 |                               |         |        | |
| باب التبانين                                                             |      | الدولة الفاطمية |                               |         |        | كان يقع شمال القصر الغربي الصغير.:117 |
| باب الساباط                                                              |      | الدولة الفاطمية |                               |         |        | كان يقع جنوب القصر الغربي الصغير.:117 |
| باب مراد                                                                 |      | الدولة الفاطمية |                               |         |        | كان يقع في الواجهة الخلفية للقصر الغربي الصغير.:117 |
| باب الزمرد                                                               |      | الدولة الفاطمية |                               |         |        | حل محله إسطبل القطبية.:117 |
| أبواب القاهرة الأيوبية                                                   |      |                 |                               |         |        | |
| باب خوخة أو خوخة ميمون                                                   |      |                 |                               |         |        | باب خوخة من أبواب الجدار الغربي من سور القاهرة الموازي للخليج، شيده صلاح الدين الأيوبي سنة 1169م عندما كان وزيراً للخليفة الفاطمي العاضد. وكان موقعه بالقرب من جامع القاضي يحيى زين الدين الكائن حاليا بميدان مدين المهديّة عند تقاطع شارع الأزهر مع شارع بورسعيد. وقد اندثر هذا الأثر وورد ذكره في خطط المقريزي فقال أنه أحد ابواب القاهرة على الخليج وكان يعرف أولاً باسم خوخة ميمون دبة ويكنى بأبي سعيد وكان أحد خدم الخليفة الفاطمي العزيز بالله. وكان في الأصل فتحة صغيرة عملت في السور لعبور المشاه من داخل قبو الزينية. ولا يزال جزء من شارع قبو الزينية موجوداً بهذا الاسم بالقرب من جامع القاضي يحيى زين الدين عند تقاطع شارعي الأزهر وبورسعيد. |
| باب البحر أو باب الحديد أو باب القشى أو باب المقس                        |      |                 |                               |         |        | أطلق هذا الاسم على بابين، أحدهما باب من أبواب القصر الشرقي الكبير الذي بني في بداية العهد الفاطمي والثانى باب من أبواب الأسوار الأيوبية لمدينة القاهرة، أنشأه صلاح الدين الأيوبي في السور الشمالي للقاهرة مع باب الشعرية في سنة 572هـ/1176م، وكان يعرف باسم باب المقس لوقوعه في قرية المقس بالضواحي الشمالية للقاهرة. والمقس كانت تقع في الموقع الحالي لشارع كلوت بك وباب البحر عند ميدان رمسيس وما جاورهما. وسمى باسم باب البحر لأنه كان يطل على النيل في منطقة ميدان رمسيس الحالية قبل أن يتحول مجرى النيل بالتدريج نحو الغرب، وحتى الآن تعرف إحدى الأحياء السكنية الواقعة بين حي الظاهر وميدان رمسيس باسم باب البحر. وبمرور الزمن أطلق الناس على باب البحر اسم باب الحديد لأنه كان مركباً عليه بوابة ضخمة من الحديد، وانتقل الاسم من الباب ليشمل الميدان كله الذي أصبح اسمه ميدان باب الحديد قبل أن يتغير رسمياً إلى ميدان رمسيس سنة 1952. وقد هدم باب البحر سنة 1847 أثناء أعمال التجديد التي كان يجريها محمد علي باشا في الميدان.                    |
| باب الشعرية أو باب العدوي                                                |      |                 |                               |         |        | شيده صلاح الدين الأيوبي في السور الشمالي بين باب البحر والخليج المصري. وينسب إلى طائفة من البربر المغاربة كانوا يشتهرون باسم بنو الشعرية. وقد ذكره المقريزي في خططه. ويقع حي باب الشعرية حالياً بين حي العباسية شرقاً وحي باب الخلق والسيدة زينب جنوباً، وقد أطلق علماء الحملة الفرنسية على باب الشعرية اسم باب العدوي لوجوده مقابل جامع العدوي الكائن بأول شارع الفجالة عند تقاطعه بشارع بورسعيد.:29 |
| باب الخلق أو باب الخرق                                                   |      |                 |                               |         |        | باب الخلق في الأصل باب الخرق، كان يقع على رأس الطريق الموصلة من باب زويلة إلى ميدان باب الخلق المعروفة الآن بشارع تحت الربع، أنشئ في عهد الملك الصالح نجم الدين أيوب في سنة 639هـ/1241م التي أمر فيها بإنشاء قنطرة باب الخرق على الخليج المصري تجاه الباب المذكور لأن المباني امتدت في زمنه على جانبي تلك الطريق التي تعرف بشارع تحت الربع خارج باب زويلة. وكان الميدان الذي يفتح عليه باب الخرق يعرف أيضاً بميدان باب الخرق ولاستهجان كلمة الخرق ولأن هذا الميدان يمر فيه خلق كثير من الناس استبدلت مصلحة التنظيم في عهد الخديو إسماعيل هذه الكلمة وسمت الميدان باب الخلق ويعرف اليوم بميدان أحمد ماهر. |
| باب اللوق                                                                |      |                 |                               |         |        | كانت تمتَد أرض اللوق قديمًا من ميدان عابدين الحالي شرقًا إلى المجرى الحالي للنيل غربًا، ومن حي المنيرة جنوبًا إلى شارع فؤاد «26 يوليو» حاليًا. وفي عام 1241، أنشأ السلطان نجم الدين أيوب، قنطرة عند باب الخلق ليعبُر عليها من القلعة إلى الميدان الذي أنشأهُ في «اللوق»، وأنشأ بهِ مكان يُدعى «منظرة». وأنشأ الصالح أيوب، ميدان باب اللوق، ليلعب بهِ وفرسانه لعبة «الأكرة» وكان لهذا الميدان سور وباب لدخول الفُرسان واللاعبين والجمهور وسمي الباب "باب اللوق". تعدّدت أسباب تسمية «أرض اللوق» بهذا، فالرأي الأول أنّ الأرض كانت ليّنة، أو كانت «تُلاَق لوقًا» والرأي الآخر يقول أن اللوق أو «اللّق» هي الأرض المُرتفعة. |
| أبواب قلعة صلاح الدين الأيوبي                                            |      |                 |                               |         |        | |
| باب القلعة                                                               |      |                 |                               |         |        | هو الباب الذي يصل لحصن القلعة أو الجزء الشمالي منها بالجزء الجنوبي وكان يصل بين قلعة الجبل "المدينة العسكرية" والقلعة "المدينة السلطانية".:5:10 |
| باب القرافة أو باب الإمام                                                |      |                 |                               |         |        | يعود إلى عصر صلاح الدين الأيوبي عرف بباب القرافة لأنه كان يواجه قرافة الفسطاط التي يعرف جزء منها بقرافة الإمام الشافعي وربما هذا سبب تسميته باب الإمام بينما هناك رأي آخر يقول بأنه سمي بذلك لإقامة إمام مسجد سارية الجبل به.:5 |
| باب العزب أو باب السلسلة أو باب الإسطبل                                  |      |                 |                               |         |        | هو أحد أبواب قلعة صلاح الدين الأيوبي ويطل على مدرسة السلطان حسن ومسجد الرفاعي، يشبه في تكوينه بابي الفتوح وزويله، وهو مكون من برجين كبيرين مستطيلين لهما واجهة مستديرة ويعلو كل برج غرفة وبين هذين البرجين توجد سقاطة استخدمت لإلقاء الزيوت المغلية على الأعداء الذين يحاولون اقتحام البوابة عنوة، وقد بنى هذا الباب الأمير رضوان كتخدا الجلفي قائد الجنود العزب في موضع باب قديم يرجع تاريخه إلى العصر المملوكى، وقد جدد هذا الباب الخديوى إسماعيل، وأكسب مظهره الحالى الذي يأخذ الشكل القوطي عندما جدد ميدان الرميلة ووسعه، كما أضاف إليه من الخارج الدرج المزدوج. |
| باب السر                                                                 |      |                 |                               |         |        | هو أحد أبواب قلعة صلاح الدين وكان مخصصاً لدخول وخروج أكابر الأمراء وخواص الدولة كالوزير وكاتب السر ونحوهما ويتوصل إليه من الصوة وهي بقية النشز الذي بنيت عليه القلعة من جهة القلعة ويعرف اليوم بالباب الوسطاني نسبة إلى الباب الوسطاني الذي ردم في عهد محمد علي وكان يقع أعلى باب السر وهو البوابة الوسطانية التي تفصل بين دهليز الباب العمومي البحري للقلعة وبين الحوش الذي فيه جامع الناصر محمد بن قلاوون وجامع محمد علي بالقلعة.:6:88 |
| الباب الوسطاني                                                           |      |                 |                               |         |        | كان يقع أعلى باب السر الكبير وكان يفتح في المناسبات الرسمية. ردمه محمد علي في إطار استكمال منسوب الطريق الصاعد إلى القلعة.:97 |
| باب القلة                                                                |      |                 |                               |         |        | كان يقع في أحد الأسوار الداخلية الواقعة في القسم الشمالي الشرقي من مباني قلعة صلاح الدين وكان السور الذي فيه هذا الباب يفصل بين الساحة التي كانت خلف باب القلعة العمومي وبين الدور السلطانية وكانت هذه الساحة يجلس بها الأمراء حتى يؤذن لهم بالدخول. عرف بهذا الاسم لأنه كان هناك قلة بناها الملك الظاهر بيبرس ثم هدمها الملك المنصور قلاوون وبنى مكانها قبة ثم هدمها الملك الناصر محمد بن قلاوون وجدد باب القلة، وقد اندثر السور المذكور الذي كان فيه الباب.:6 |
| الباب المدرج أو الباب الأعظم أو باب سارية أو باب الدرفيل                 |      |                 |                               |         |        | هو أقدم أبواب قلعة صلاح الدين، ولا يزال باقياً عند يسار الداخل إلى القلعة من الباب الجديد.:5 أصبح الباب يسمى على عهد بيبرس باب الدرفيل نسبة للأمير حسام الدين لاشين الأيدمري وهناك رأي آخر يقول إن باب الدرفيل هو باب آخر لا يتصل بباب سارية أو المدرج.:17 |
| باب النحاس                                                               |      |                 |                               |         |        | كان أحد أبواب الدور السلطانية عمره الناصر محمد بن قلاوون وزاد في سعة دهليزه وزال بزوال القصر الذي كان مركبا عليه.:30 |
| الباب الجديد                                                             |      |                 |                               |         |        | :94 |
| أبواب أخرى                                                               |      |                 |                               |         |        | |
| باب الوزير                                                               |      |                 | نجم الدين محمود بن شروين      |         |        | أحد أبواب سور القاهرة الشرقي الذي أنشأه صلاح الدين الأيوبي في المسافة الواقعة بين الباب المحروق وبين قلعة الجبل، فتحه الوزير نجم الدين محمود بن شروين المعروف بوزير بغداد وقت أن كان وزيراً للملك المنصور أبو بكر بن محمد بن قلاوون في سنة 842هـ/1341 ولهذا عرف من ذلك الوقت باسم باب الوزير وإليه ينسب شارع باب الوزير وقرافة باب الوزير. جدده الأمير طراماي الأشرفي صاحب القبة المجاورة للباب في سنة 909هـ/ 1503م. وهذا الباب لا يزال قائماً إلى اليوم. |
| باب خان الخليلي                                                          |      |                 |                               |         |        | يعود تاريخه إلى العصر المملوكي عندما أراد الأمير سيف الدين جركس (جهاركس) الخليلي أمير أخور الملك الظاهر برقوق أن ينشئ خاناً، فوقع اختياره على بقايا تربة الزعفران، التي دفنت فيها جثث آباء المعز لدين الله الفاطمي، فنبش قبورها وأخرج عظام الأموات وألقاها في كيمان البرقية. وفي سنة 1511 آلت ملكية الخان إلى السلطان الغوري فأمر بهدمه وإعادة بنائه وأنشأ فيه الحواصل والحوانيت، وظل يتردد على عمارته حتى انتهت. ويعرف هذا الخان اليوم بوكالة القطن. وقد طرأ على الخان تغييرات كثيرة ولكن مدخله لايزال باقياً على حاله بنقوشه وكتاباته. ولم يكتف الغوري بإعادة بناء هذا الخان، بل أنشأ تجاهه وبجواره من الجهة الغربية ربعين وبوابتين كبيرتين حافلتين بالزخارف ولا يزال باقياً على إحداهما اسم الغوري وألقابه. |
| باب الغوري                                                               |      |                 |                               |         |        | يقع باب الغوري (البادستان بخان الخليلي) في منتصف سوق الخليلي، وهذا المدخل باق على حاله بنقوشه وكتاباته. ويقرأ عليه الكتابة الآتية: "أمر بإنشاء هذا المكان المبارك السلطان الملك الأشرف أبو النصر قانصوه الغوري عز نصره". وهذا الباب شاهق مرتفع، حلي عقده بمقرنصات أحيطت بزخارف وقد غطي بمقرنصات جميلة تنتهي بطاقية بها لفظ الجلالة. |
| باب قايتباي أو باب السيدة عائشة                                          |      |                 |                               |         |        | يقع باب قايتباي (القرافة) بالسيدة عائشة في نهاية شارع السيدة عائشة من الجهة القبلية. سمي باب قايتباي لأن الملك الأشرف قايتباي هو الذي جدد الباب الحالي سنة 889هـ/1484م ويسمى أيضاً باب السيدة عائشة. |
| الباب الأخضر أو باب الحسين                                               |      |                 |                               |         |        | هو باب حجري، عرضه نحو 6.65 أمتار وارتفاعه 5.85 أمتار، يوازي الواجهة الجنوبية الغربية لمشهد الحسين قرب الناصية الجنوبية لحجرة الضريح، وكان يسمى قبل ذلك باب الحسين، وهو الأثر الفاطمي الوحيد الباقي من مشهد الحسين. |
| باب القوس أو باب الرماحين                                                |      |                 |                               |         |        | [ 32 ] [ 33 ] |
| باب الوداع                                                               |      |                 |                               |         |        | يقال أنه من أبواب القاهرة القديمة وكان يفتح علي مدينة الموتي (جبانة باب الوزير في مقابر الإمام الشافعي)، وآخرون يقولون إنه لا توجد أي آثار لباب في تلك المنطقة وأنه مجرد أسم الطريق الذي كان يسير فيه المشيعيون بموتاهم. |
| باب الحسينية                                                             |      |                 |                               |         |        | أقيم علي رأس الطريق الموصل من باب الفتوح لميدان الجيش المعروف الآن بشارع الحسينية وشارع البيومي وقد هدم هذا الباب عام1895. |
| بوابة الملكة صفية                                                        |      |                 |                               |         |        | أنشأت بوابة الملكة صفية في العصر العثماني سنة 1019هـ/1610م في شارع الداودية المتفرع حالياً من ميدان الملكة صفية بقسم الدرب الأحمر. |
| بوابة حارة المبيضة                                                       |      |                 |                               |         |        | أنشئت سنة 1673 هي والسبيل والوكالة المجاوران لها، وهي عبارة عن قوس من البناء يعلوه صف من الفتحات ويغلقه مصراع (ضرفة) كبير من الخشب المقوى بعوارض حديدية. |